# Château de Kórnik
 (juillet 2019).
Si vous disposez d'ouvrages ou d'articles de référence ou si vous connaissez des sites web de qualité traitant du thème abordé ici, merci de compléter l'article en donnant les références utiles à sa vérifiabilité et en les liant à la section « Notes et références ».
Le château de Kórnik est un château néogothique situé dans la ville du même nom, dans la voïvodie de Grande-Pologne. D'abord construit dans un but défensif, au XIVe siècle, le château a été remanié au XIXe siècle par l'architecte Karl Friedrich Schinkel pour son propriétaire, mécène et homme politique polonais Tytus Działyński.
Le château est inscrit aux monuments historiques polonais depuis 2011. Il possède également un remarquable parc avec un arboretum où sont conservés des chênes très âgés.

## Histoire

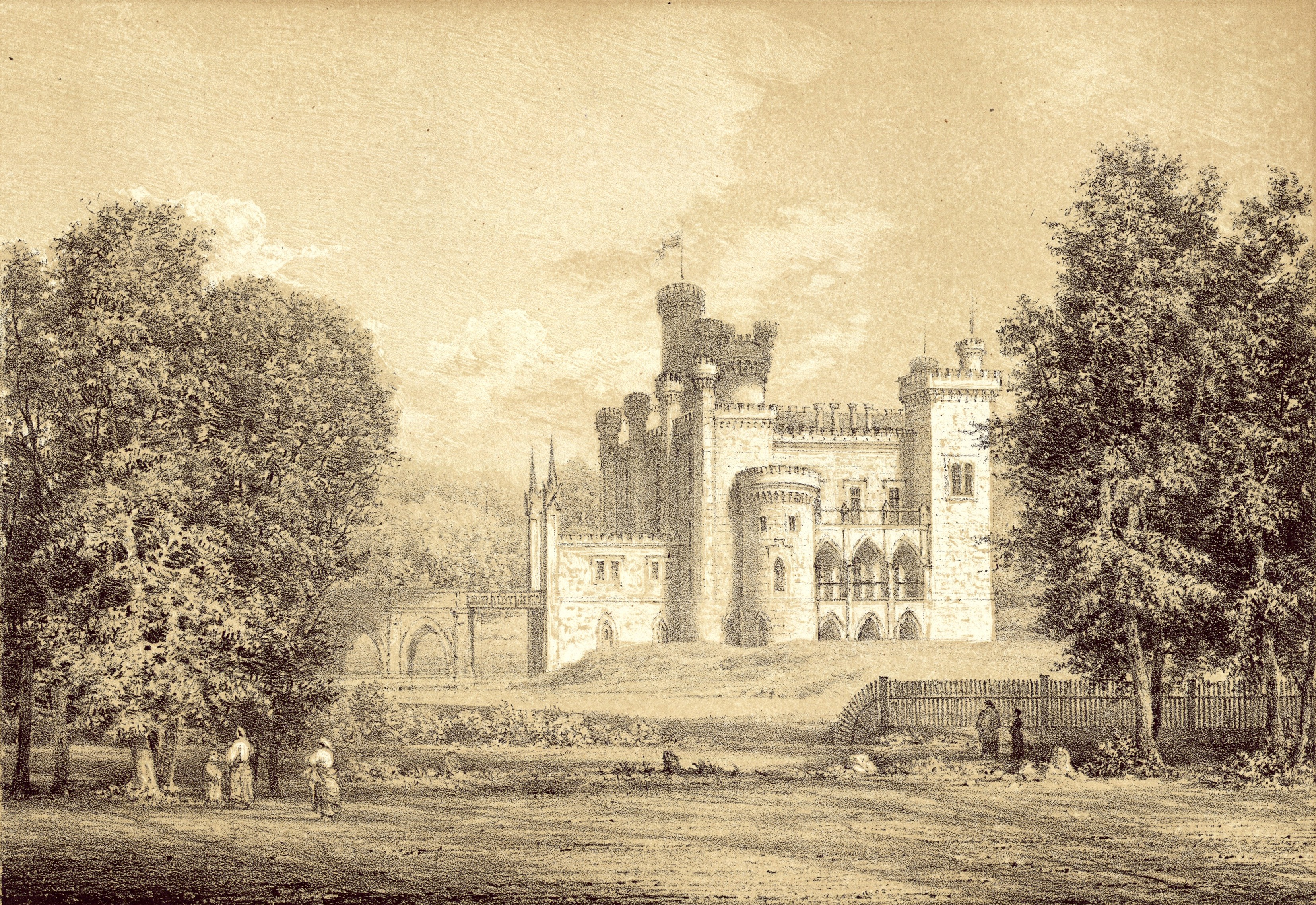
Château de Kórnik par Napoleon Orda

L'édifice, entouré d’un fossé, donne l'impression d’une forteresse défensive, mais c'est une résidence seigneuriale qui est construite dans la première moitié du siècle dans 1er style néogothique romantique. D'après les sources documentaires, l'histoire de Kórnik débute en 1426. C’est à cette époque que la ville reçoit des privilèges municipaux: Mikołaj Górka armoiries Łodzia  chanoine de Gniezno et chancelier du chapitre de Poznań, signa un contrat avec Mikołaj, célèbre charpentier de Poznań, pour l'achèvement des travaux de construction de sa résidence de Kórnik. Terminée vers 1430, cette demeure, construite en pierre, était entourée d’un fossé. L’accès au château était possible grâce à un pont-levis et une grille en fer pouvant s’abaisser. Au même moment fut instituée nouvelle paroisse placée sous la protection de la Vierge Marie, Tous-les-Saints et de Saint Barthélemy, ce qui a considérablement renforcé l'importance de la ville.
Au milieu du XVIe siècle, on agrandit le château et des travaux furent entrepris pour renforcer ses fonctions défensives. Un événement historique fut consigné par les chroniqueurs de l'époque: une visite, en 1574, d’Henri de Valois, qui allait se faire couronner à Cracovie. L'accueil du futur roi fut, parait-il, splendide. Voici comment, en 1585, Stanisław Sarnicki décrivait la résidence de Kórnik: « "Ce château était célèbre autant par de sa construction que par les fortifications le protégeant de l'attaque des ennemis ». Son environnement comprend des bâtiments d'exploitation, des étangs, des parcs à gibier et des oiselleries. Tout cela est si splendide qu’on peut y appliquer le dicton: le maître fait honneur à la maison et la maison fait honneur au maître.
Après l'extinction de la famille des Górka à la fin du XVIe siècle, le château se retrouva entre les mains de Jan Czarnkowski, puis de son frère Andrzej.
En 1610, le château fut acheté par Zygmunt Grudziński armoiries Grzymała, voïvode de Kalisz, un des magnats de Grande-Pologne qui s’enrichissaient rapidement. La ville de Kórnik constituait à cette époque une partie de son domaine, qui comptait 6 villes et 114 villages.
En 1623, le roi de Pologne Zygmunt III Waza, s’arrêta au château en compagnie de son fils Władysław.
En 1676, Kórnik passa à Zygmunt Działyński (pl) armoiries Ogończyk, fils d'Izabella Grudzińska. Le château étant alors dans un état déplorable, le nouveau propriétaire entreprit sa reconstruction, qui fut poursuivie par sa fille Teofila Szołdrska-Potulicka. Celle-ci transforma le château médiéval en palais baroque. Légendaire Dame blanche (le nom vient de la couleur de la robe figurant sur son portrait), elle était une propriétaire cultivée, ayant l’esprit d’économie. Elle était en contact permanent avec la Bibliothèque Royale de Berlin et s’était abonnée Journal encyclopédique. En 1835, Józef Łukaszewicz écrivait: "Dans la moitié du siècle précédent, une femme (Teofila Szołdrska-Potulicka) de la famille des Działyński a remanié le château et le jardin selon le goût français. À cette époque, le château de Kórnik, avec son jardin, était l’un des plus beaux de Pologne. Une coûteuse tapisserie de soie entrelacée d’or et d’argent importée des ateliers français ornait les intérieurs du château, le jardin possédait des oiselleries et des jets d’eau de différentes formes".
La forme actuelle du château de Kórnik est due à Tytus Działyński (1796-1861), homme cultivé et polyglotte qui savait associer les qualités de l’esprit à la compréhension des affaires économiques. Il étudia à Berlin, Paris et Prague, et devint passionné de livres en ordonnant les archives de sa famille à Konarzewo. Il était désireux de créer une bibliothèque qui témoignerait des jours de gloire et de grandeur de l’état polonais, alors dépecé par les pays voisins. Tytus Działyński collecta avec succès les vestiges du passé, principalement des manuscrits et des vieux imprimés. Dans les années 1817-1823, il noua des contacts de longue durée avec antiquaires. Il se montra un acheteur exigeant et consciencieux pour ce qui est de la documentation concernant l'histoire du pays et de l'état polonais. Marié en 1825 avec la riche Gryzelda Celestyna Zamoyska, il décida en 1826, après avoir hérité de son père du château de Kórnik en ruines, de le restaurer, d'en faire une résidence familiale et un lieu où rassembler ses collections qui augmentaient rapidement. Cette même année marque la fondation de la bibliothèque Kórnik située dans le château. Les travaux projetés furent interrompus par l'Insurrection de novembre 1830. Du fait de sa participation à cette insurrection (Tytus Działyński faisait partie de l'état-major du général Jan Zygmunt Skrzynecki), les autorités prussiennes mirent ses biens sous séquestre. Le propriétaire ne put revenir à Kórnik qu’en 1839. La dernière transformation du château entreprise par Tytus Działyński le fut sous l’autorité d’un architecte allemand Karl Friedrich Schinkel (1781-1841). Néanmoins, c’était le propriétaire qui était le véritable auteur de la nouvelle résidence. Stanisław Koźmian, un des leaders des conservateurs disait que Tytus a marqué ce château de l'empreinte de son intelligence, de son goût esthétique et de sa passion pour tout ce qui est beau et polonais. La reconstruction et la modernisation en profondeur du château durèrent jusqu’à la mort du comte Tytus en 1861. Ses contemporains appréciaient beaucoup ses mérites envers une nation alors germanisée et russifiée. Sa gloire est commémorée par un monument sculpté par le professeur Józef Kopczyński, qui fut financé par la population de Grande-Pologne et placé devant le château en 2002.
Le fils unique de Tytus, Jan Kanty Działyński (1829-1880), poursuivit la tradition familiale de militantisme social. Son mariage avec Izabella Czartoryska, fille d’Adam Jerzy Czartoryski, puis son déménagement à Gołuchów, ont fortement pesé sur le destin du château. Pour sa participation à l’insurrection de 1863, il fut condamné à mort par contumace par un tribunal prussien et déchu de ses biens. Il revint à Kórnik en 1869. Sa santé fragile et ses difficultés conjugales pesèrent sur son activité. Quoique apparente dans la décoration intérieure du château de Kórnik et dans le parc magnifiquement agencé, elle résida surtout dans son activité scientifique. Il publia au total 43 œuvres (dont certaines comptent plusieurs volumes), parmi lesquelles le Code Diplomatique de Grande-Pologne (pl) et Acta Tomiciana (pl). Jan Kanty Działyński publia également des traductions d'œuvres classiques romaines, ainsi que des ouvrages de mathématiques et de sciences naturelles.
Władysław Zamoyski armoiries Jelita (1853-1924), fils du général Zamoyski et de Jadwiga Działyńska, la sœur de Jan Działyński, fut choisi comme successeur des Działyński. Ce choix s'avéra parfait. Le comte Władysław, né à Paris, était un défenseur fervent du caractère polonais. Obligé de quitter Kórnik en 1885, il s'installa en Galicie, où il se rendit célèbre grâce à l'acquisition de biens à Zakopane, ainsi que par sa victoire dans le procès opposant la Galicie à la Hongrie pour la propriété du lac de Morskie Oko (1902). Władysław Zamoyski ne revint à Kórnik qu’en 1920. En 1899, après la mort de Celestyna Działyńska, le comte Władysław rendit publique son intention de créer une Fondation et de léguer Kórnik, avec toutes ses collections, à la nation polonaise. Dès lors, il se considéra uniquement comme le protecteur de biens et de terres destinés à être remis à la nation. Avec sa mère et sa sœur Maria (1860-1937), il créa la "Fondation de Kórnik". La fondation fonctionna jusqu’en 1952: le gouvernement de l'époque transmit ses avoirs à l’Académie Polonaise des Sciences, dont les objectifs coïncidaient avec ceux de la Fondation. Après plusieurs années de sollicitations et de démarches, la Fondation de Kórnik a été réinstaurée en 2002.

## L'architecture du château
Le château de Kórnik est de style néogothique, style très populaire au XIXe siècle, moment où le château a été entièrement remanié. L'entrée principale de celui-ci se fait au nord. À l'est, une terrasse offre une vue sur le lac de Kórnik ; au sud, la façade est décorée d'un arc indien, inspiré du Royal pavilion de Brighton et aussi, plus largement, du Taj Mahal. Enfin, à l'ouest, le château est flanqué d'une tour néogothique en brique, contrastant avec le reste du château.

## Les intérieurs du château
Sont abrités quantité de tableaux, de bustes, de porcelaine, ou de manuscrits, qui agrémentent toutes les pièces du château (souvenirs de famille et trésors de la Nation).
- Le Vestibule
- La Chambre de Władysław Zamoyski, également appelée Chambre des Fondateurs (derniers propriétaires: Jan Kanty Działyński (pl), puis son neveu Władysław Zamoyski)
- La Chambre de Jadwiga Zamoyska (pl), épouse du général Władysław Stanisław Zamoyski
- Le Salon, appelée aussi Chambre des condamnés par Władysław Zamoyski (1853–1924), car presque tous les membres de la famille ici portraiturés avaient été condamnés pour leur participation aux insurrections successives[note 2] contre les envahisseurs.
- Le Petit Salon
- La Salle Noire, dont le sol en ciment initialement couvert de carrelage en céramique, fut pendant longtemps peint en noir. Aujourd'hui, il est recouvert de marbre noir et blanc.
- La Salle à Manger, appelée aussi Salle aux Armoiries, expose au plafond, dans un ensemble de 71 caissons, les écussons de la chevalerie polonaise, réalisé d’après de l'œuvre de Jan Długosz, connu pour avoir établi le premier armorial polonais.
- Le Boudoir
- La Chambre de Maria Zamoyska (pl), d'abord splendide chambre d’amis, puis chambre à coucher d'Izabella Działyńska.
- Le Coin des trophées de chasse, où sont mis en valeur divers trophées cynégétiques, ramures de cerfs, d’élans et de daims.
- La Salle Mauresque, ancienne bibliothèque, met en valeur différentes armes et des objets militaires (polonais, mais aussi hussards, turcs, tartares ou suédois)

## Le Parc et l'arboretum
Un jardin comportant des centaines d’arbres et d’arbustes conifères et feuillus, de différentes espèces et variétés fut constitué grâce à la passion de Tytus et Jan Działyński pour les arbres et arbustes d’ornement, et grâce à la mode, suivie par les propriétaires de grandes résidences de l'époque, de créer plusieurs hectares de parc. L'arboretum est la destination de nombreuses excursions scientifiques, touristiques et paysagères. Les touristes sont les plus nombreux en mai et juin, pendant la ﬂoraison; ainsi qu’en septembre et octobre, lors de la maturité des fruits et de la coloration des feuilles. Les magnolias et les rhododendrons de Kórnik sont particulièrement célèbres. Leurs admirables couleurs attirent des milliers de touristes lors d’une fête spécialement organisée pour eux chaque année fin mai.

## Galerie

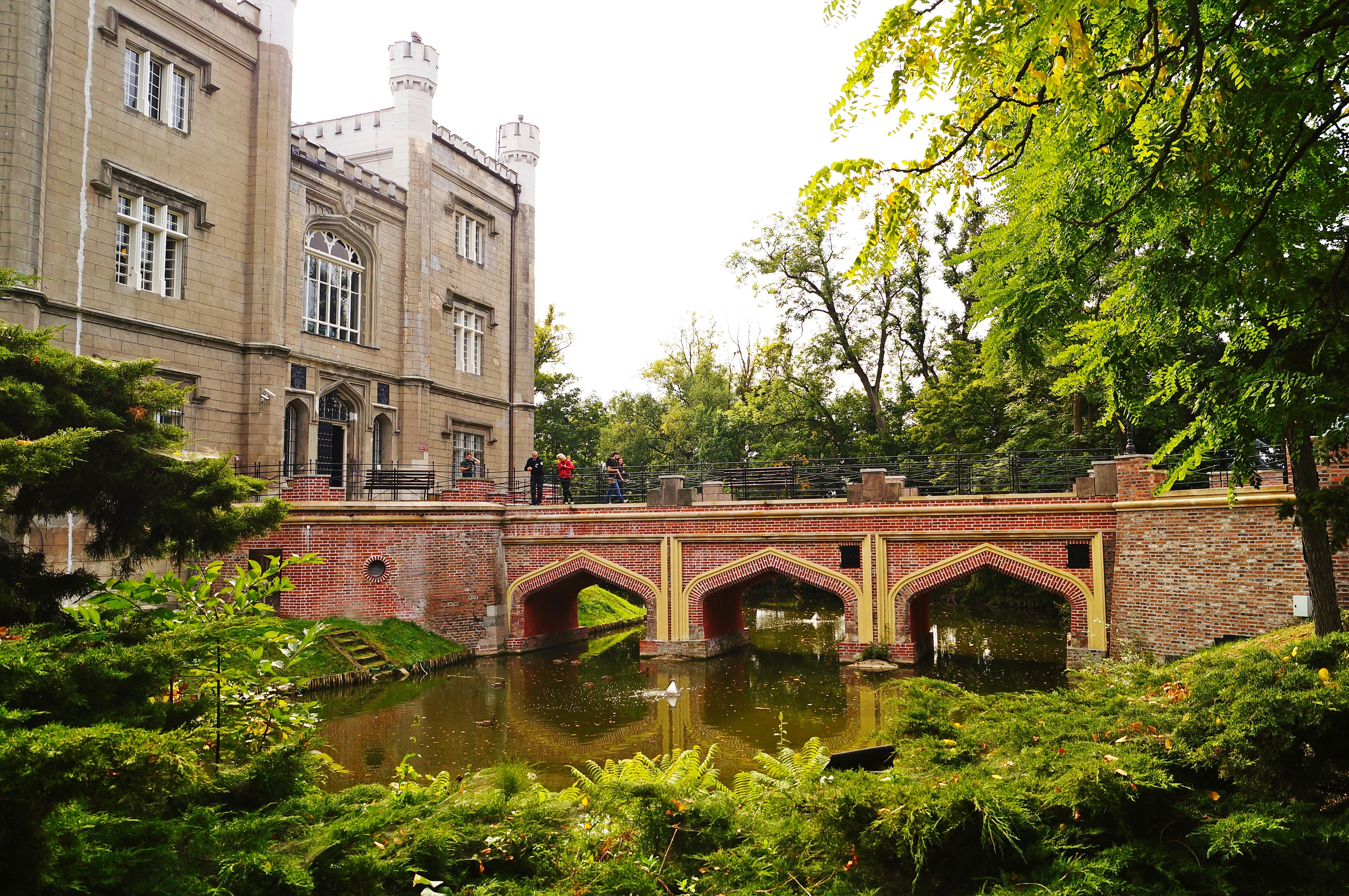
Le pont et l'entrée au nord du château.
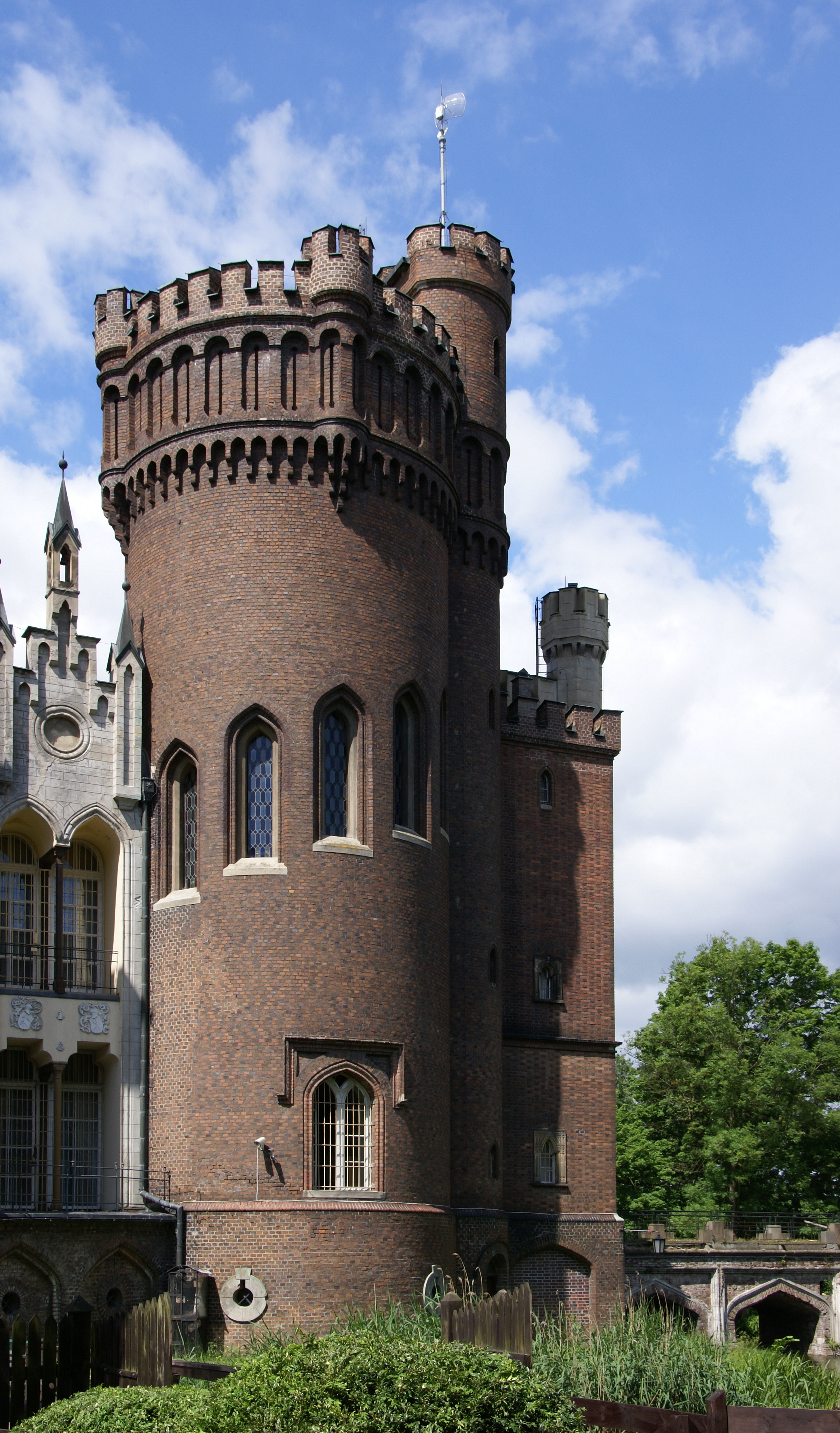
La tour néogothique à l'est.
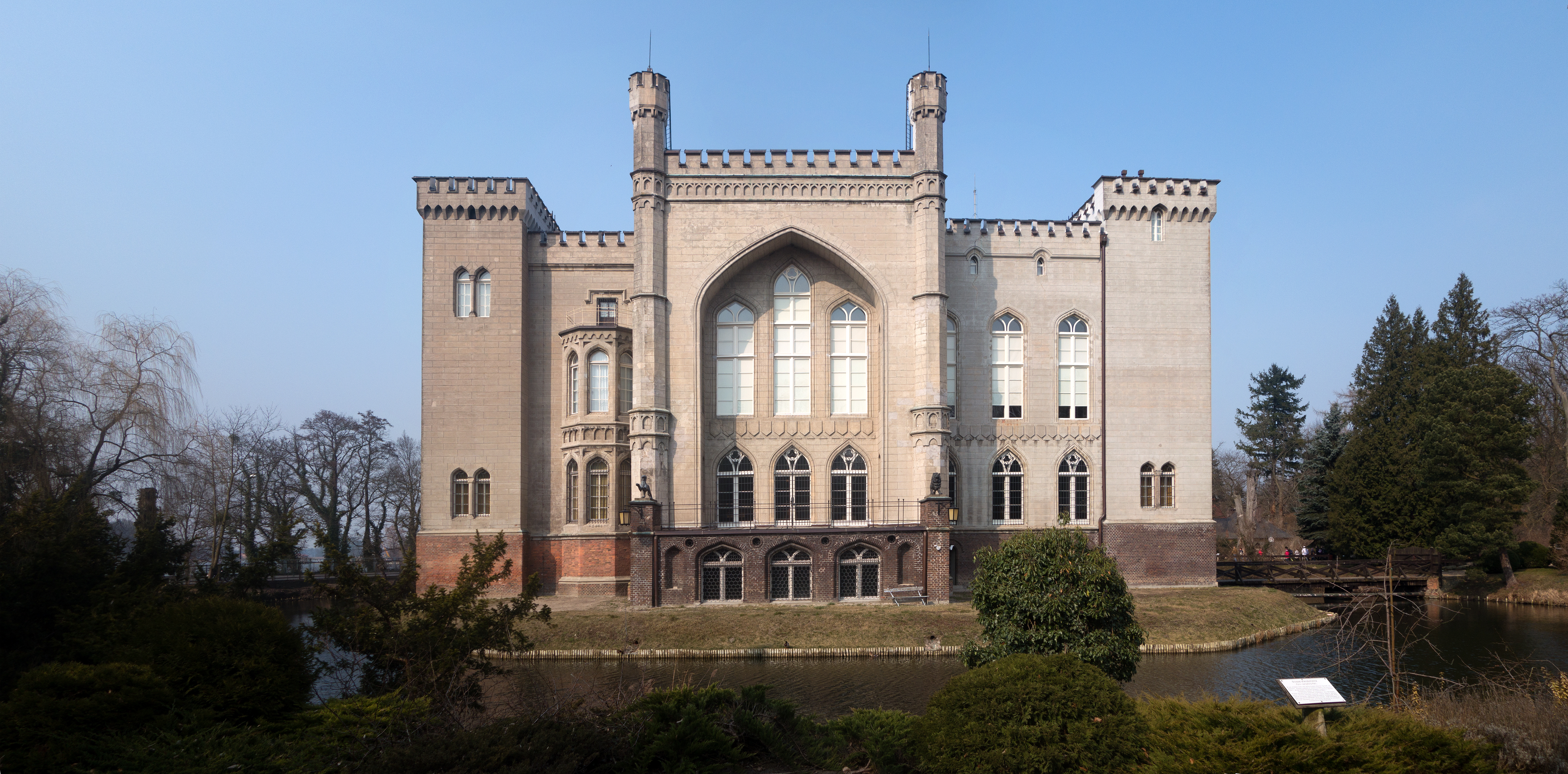
Vue générale de la façade sud.
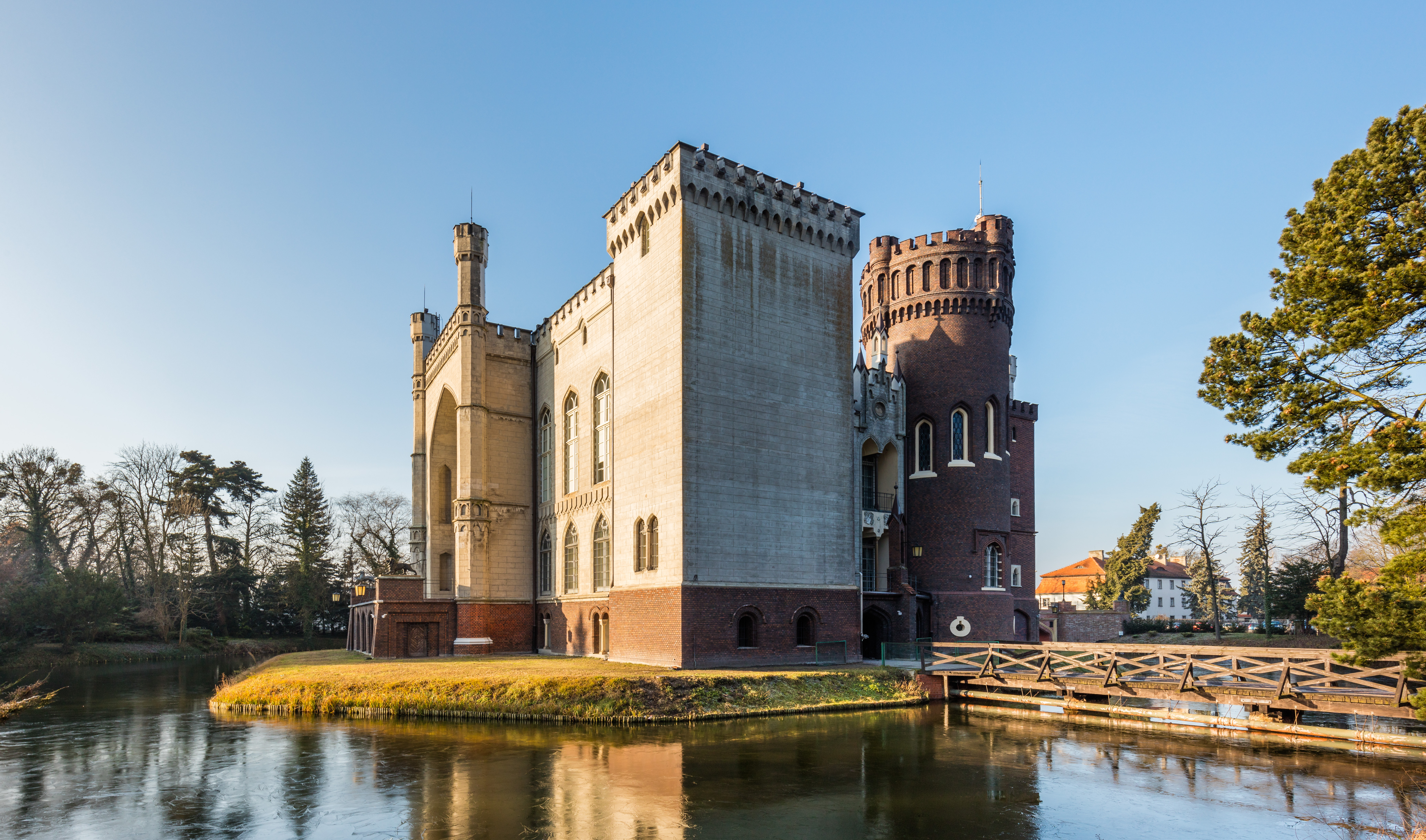
Vue del est.
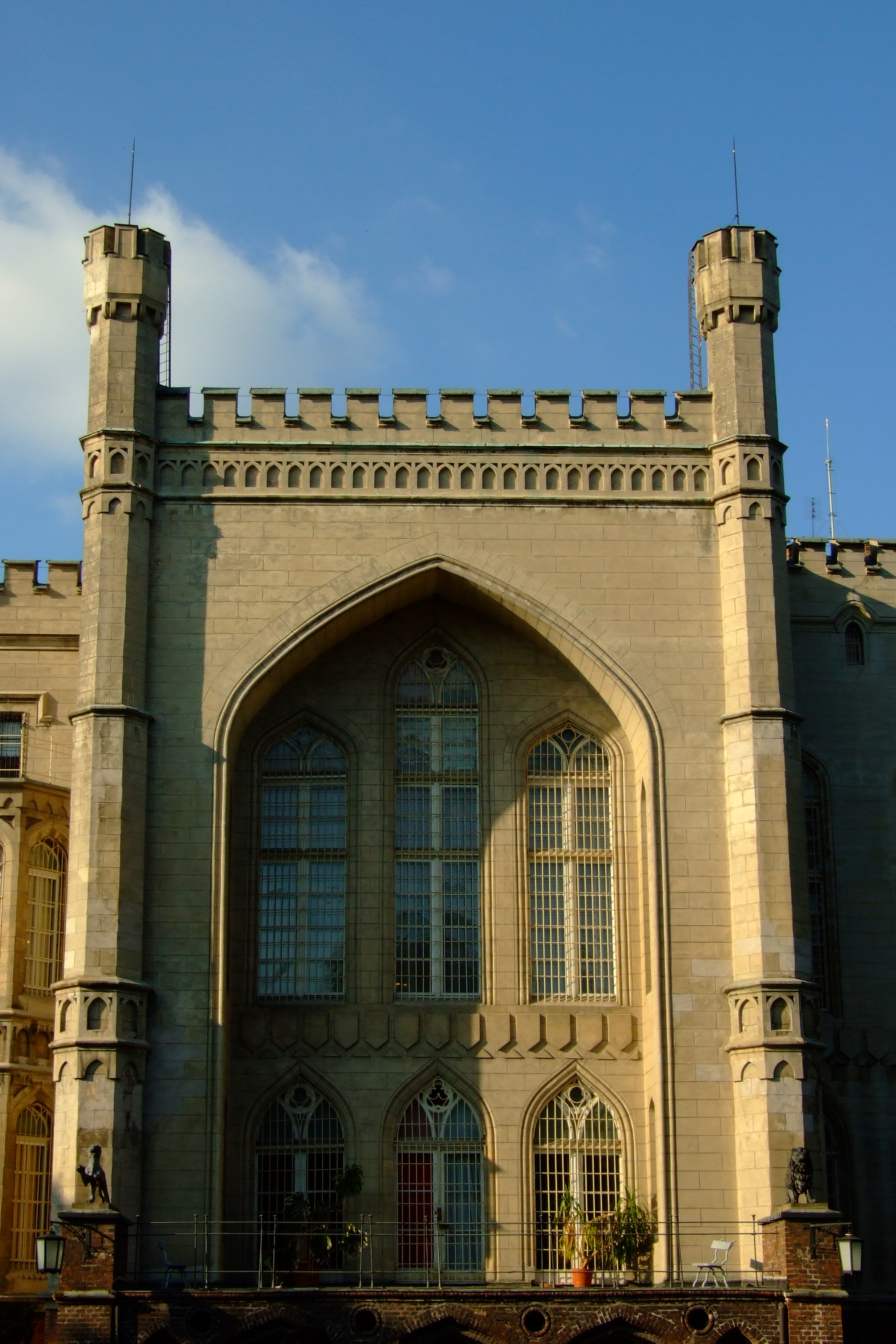
Détail sur l'arc indien.
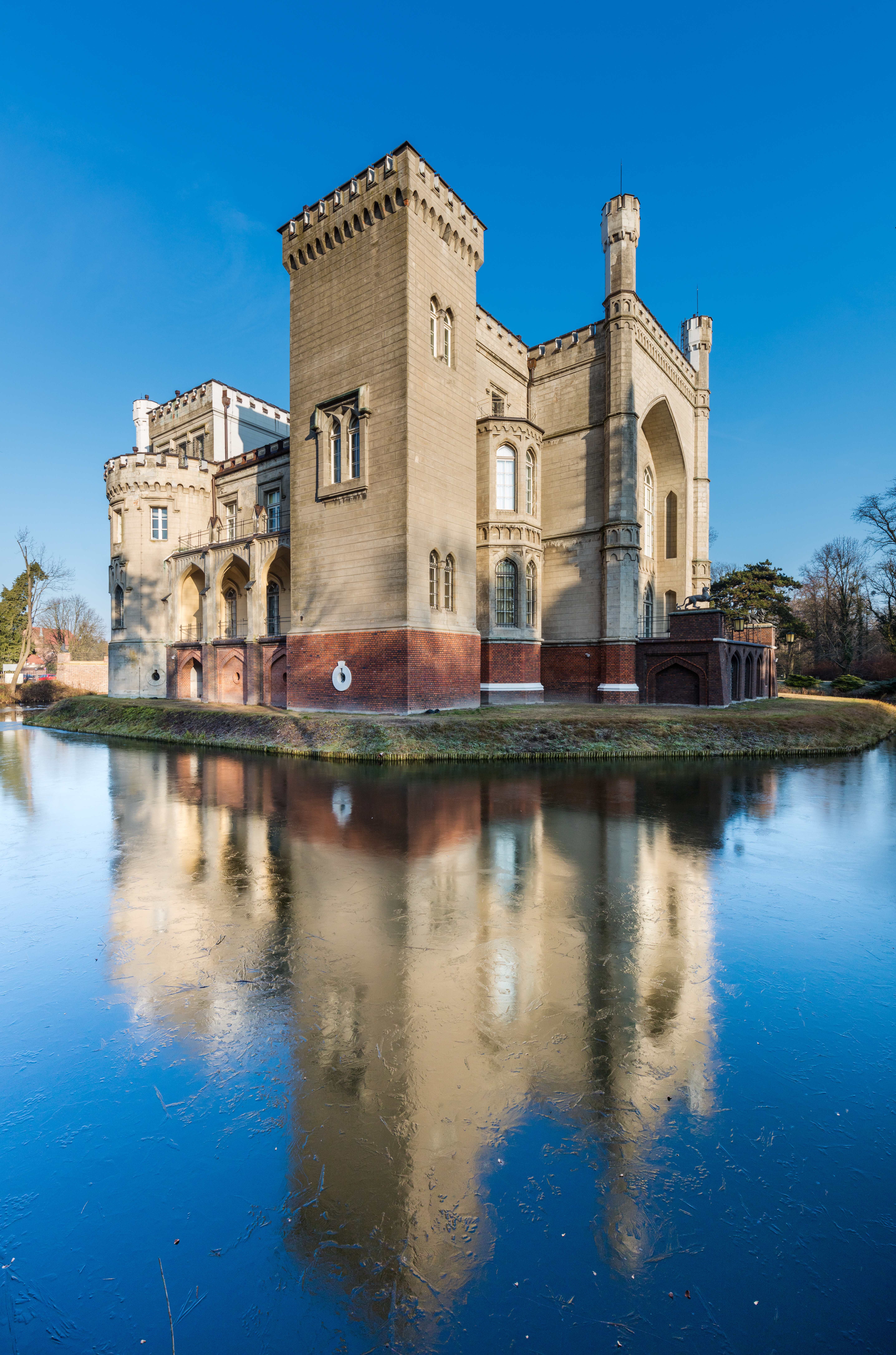
Vue du parc.